# Georg Herrmann
Georg Herrmann, född den 10 november 1871 i Braunschweig, död den 16 februari 1963 i Karlslunde Strand i Danmark,,  var en tysk sångpedagog, känd under pseudonymen George Armin.
Herrmann var elev till August Iffert, Mary David och Laurits Christian Tørsleff, och väckte mycket uppmärksamhet med sina många skrifter om tonbildning, såsom Das Stauprincip (1905 och 1908). Från 1925 utgav han Der Stimmwart. Bland Herrmanns elever märks Algot Lange, som i Om tonbildning i sång och tal (1900) redogjorde för Herrmanns metod.